# Francisco de Campos Coelho
Francisco de Campos Coelho, 10.º Senhor de Nespereira (cerca de 1603 – 1644) foi fidalgo da Casa Real, foi capitão-mor de Viseu, Lafões e Besteiros (1643). Serviu como capitão na Guerra da Restauração, onde viria a falecer. 
Foi o 10.º Senhor de Nespereira e da vila de Gumirães, foi ainda 2.º administrador do morgado e capela de S. João Baptista e senhor da Quinta da Negrosa.

## Relações familiares
Foi filho de João de Campos Coelho (cerca de 1576 - 11-4-1636) e de Isabel Froes da Rocha ( cerca de 1580 - ? ). Casou com Maria Teixeira de Azevedo (cerca de 1606 - cerca de 1649) em 1929, filha de António Correia de Seixas e de Isabel de Seixas e Azevedo, de quem teve:
1. Antão de Campos Coelho;
2. Joana de Campos Coelho, freira em Viseu;
3. Mariana de Campos Coelho, freira em Viseu;
4. João de Campos Coelho;
5. Francisca de Campos Coelho;